# Шишкин, Фёдор Андреевич
Фёдор Андреевич Шишкин (1767—1834) — дворянин, полковник, участник Отечественной войны (1812—1814) и заграничных походов русской армии, кавалер ордена Святого Георгия.
Младший брат генерал-майора Николая Андреевича Шишкина.

## Биография
Из дворян Раненбургского уезда Рязанской губернии. Родился в семье отставного капитана Андрея Фёдоровича Шишкина († 1790), происходящего из древнего дворянского рода Шишкиных и его супруги Афимьи Яковлевны († 1809), дочери ефремовского воеводы Якова Михеевича Лопатина.
Фёдор Андреевич, в возрасте 16 лет, поступил (1796) на военную службу корнетом в Сумской гусарский полк, генерала от кавалерии Георгия Ивановича Шевича. Участвовал в Швейцарском походе (1799) фельдмаршала Александра Васильевича Суворова, в рядах корпуса генерала Александра Михайловича Римского-Корсакова, где был в сражениях: при Цюрихе (14-15 сентября 1799) и при Констанце (26 сентября 1799). В ходе кампании против французов (1806—1807) сражался в чине штабс-ротмистра: при Голымине (14 декабря 1806), за что удостоен Высочайшего благоволения императора Александра I, при Эйлау (27 января 1807), где приобрёл особливое к себе уважение подвигом своим, отличной храбростью и хладнокровием, ударив вверенным ему эскадроном неприятеля, тем самым обратив в бегство. О его подвиге было доложено императору Александру I Павловичу и по высочайшему повелению ему пожаловано: золотой крест в ознаменование монаршего благоволения, уменьшением на три года из срочного времени на получение военного ордена и пенсиона.
В начале Отечественной война (1812—1814) состоял в чине ротмистра в 6-м пехотном корпусе генерала Дмитрия Сергеевича Дохтурова 1-й западной армии. Принял первый бой с французами при удержании переправы через реку Двину. Неожиданно переправившись с эскадроном через Двину, напал на кавалерийский отряд французов, разбил и истребил его полностью (10-12 июля 1812). Участник сражения при г. Витебск, где получил ранение пулей в рот с повреждением челюсти (15 июля 1812). За отличие в данном сражении награждён орденом Святого Владимира 4-й степени.
После лечения, возвратился в строй (август 1813) и принял участие в Саксонской кампании. Сражался при Дрездене, за отличие в бою при Верне награждён чином майора. В бою при Волехау, потерял ногу, оторванную ядром (02 октября 1813).
Уволен от службы «за ранами» с производством в подполковники (06 марта 1815).

## Награды
- Золотой крест (1807).
- Орден Святого Владимира 4-й степени (1812).
- Орден Святой Анны 2-й степени (1813).
- Орден Святого Георгия 4-й степени (15 февраля 1819).